# Benjamin Ruggiero

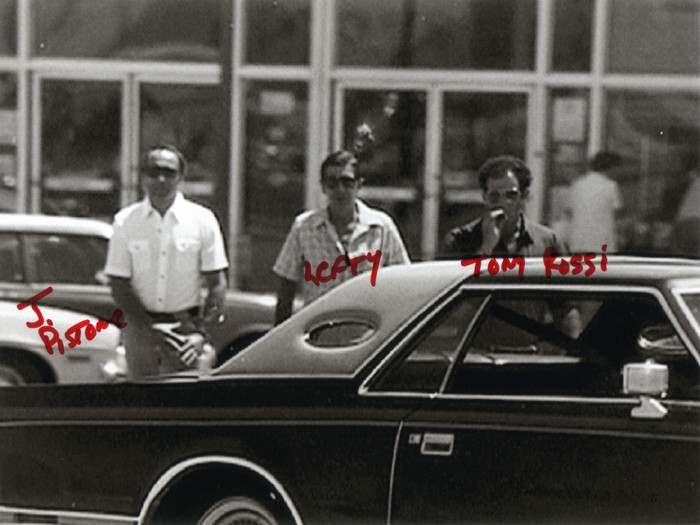
Überwachungsfoto des FBI von Lefty Ruggiero

Benjamin Ruggiero, alias „Lefty,“ „Lefty Guns,“ „Lefty Two Guns“  (* 19. April 1926; † 24. November 1994) war Gangster in der New Yorker Mafiafamilie Bonanno. Er war Vollmitglied der Mafia und hatte die Stellung eines „Soldato“ inne. Mutmaßlich war er für 26 Morde im Auftrag der „Familie“ verantwortlich. Einer großen Öffentlichkeit wurde er durch seine Freundschaft zum Undercoveragenten Joseph Pistone, der sich zur Tarnung Donnie Brasco nannte, bekannt.

## Biografie
Er wurde in der sogenannten „Fourth-Ward“-Nachbarschaft, einer Gegend zwischen Brooklyn Bridge und City Hall Park, Manhattan geboren und wuchs in Little Italy, Manhattan auf. Ruggiero schloss sich schon als junger Mann dem Team um den Bonanno-Caporegime Michael Sabella an. Ruggiero arbeitete für ihn als Buchmacher, Geldeintreiber und Schutzgelderpresser. Er lebte in der Monroe Street in Manhattan im selben Gebäude wie der „Soldato“ der Bonanno-Familie Anthony Mirra. Ruggiero hatte ein gutes Verhältnis zum Boss der Familie Philip „Rusty“ Rastelli. Ruggiero hatte einen Bruder, der später seinen Namen in „Reggero“ änderte, weil er nichts mit der Familie zu tun haben wollte. Ruggiero hatte drei Töchter und einen Sohn, Thomas Sbano, der später heroinsüchtig wurde. Zwei der drei Töchter sollen Mafiagangster geheiratet haben. Die Bonanno-Familie soll von Ruggiero die Ermordung seines eigenen Schwiegersohns verlangt haben. Der Schwiegersohn Marco verschwand spurlos.

## Operation Donnie Brasco
Siehe dazu Artikel: “Joseph Pistone”
Ruggiero lernte einen Mann namens Donnie Brasco kennen, der sich als Experte für Juwelen ausgab. Beide entwickelten eine kriminelle Partnerschaft und eine persönliche Freundschaft. Es handelte sich bei Donnie Brasco um den Undercoveragenten Joseph Pistone. Ruggiero brachte Brasco in die Mafiafamilie und dieser gewann das Vertrauen der Kollegen Ruggieros.
Ruggiero war Brasco gegenüber arglos und hätte fast dessen Identität entdeckt. Ruggiero erkannte in einem Boot, das Brasco für ein Mafiatreffen gemietet hatte, ein FBI-Boot, das er in der Zeitschrift Time gesehen hatte. Er glaubte jedoch, Brasco wüsste nichts darüber, dass der Bootseigner das Boot auch an die „Feds“ vermietet hätte.

### Der „Three Capos Murder“”
Im Jahre 1979 wurde der Bonanno-Boss Carmine Galante ermordet, da er versucht hatte, seinen Machtbereich auszudehnen, was den Unmut der anderen New Yorker Familien zur Folge hatte. Seine Ermordung hinterließ ein Machtvakuum in der Familie.
Philip Rastelli übernahm die Familie und wurde Boss. Er war zu der Zeit allerdings inhaftiert und dies weckte die Begehrlichkeiten von Alphonse „Sonny Red“ Indelicato. Insgesamt war die Familie in zwei Fraktionen gespalten: Die in den USA Geborenen auf der einen und die sizilianischen Einwanderer (Zips) auf der anderen Seite, die sich um Alphonse „Sonny Red“ Indelicato scharten.
Ruggieros Vorgesetzter war der Capo Dominic „Sonny Black“ Napolitano,  ein treuer Gefolgsmann Rastellis. Am 5. Mai 1981 wurden die drei rebellischen Capos der Zips-Fraktion in eine Falle gelockt und ermordet. Damit war die Rebellion niedergeschlagen. Indelicatos Sohn Anthony „Bruno“ Indelicato war auch eingeladen worden, aber er blieb dem Treffen fern.
Laut Aussage Pistones waren die verantwortlichen Mörder: Napolitano, John Cersani, Joseph Massino, Salvatore Vitale, Joseph DeSimone, Nicholas Santora, Vito Rizzuto, Louis Giongetti, Santo Giordano und Gerlando Sciascia. Ruggiero und Cersani standen Schmiere und waren für die Leichenbeseitigung zusammen mit Napolitano, James Episcopia und Robert Capazzio verantwortlich.
Ruggiero genoss das Leben eines Mafiagangsters. Zu Donnie Brasco soll er einmal gesagt haben:

“Donnie, as a wiseguy you can lie, you can cheat, you can steal, you can kill people — legitimately. You can do any goddamn thing you want and nobody can say anything about it. Who wouldn't want to be a wiseguy?”

„Donnie, als Mafioso kannst du lügen, betrügen, stehlen, Menschen töten – und es ist dir gestattet. Du kannst verdammt noch mal alles machen und keiner kann dir irgendetwas. Wer möchte da nicht Mafioso sein?“

Ruggiero war der Inbegriff eines Mafiosos und genoss den Respekt der anderen Mafiagangster. Er hatte einen guten Ruf als Killer, wobei er im Alltag nicht gewalttätig war. Er war nie zu einer Gefängnisstrafe verurteilt worden, obwohl er schon des Öfteren festgenommen worden war. Seinen Spitznamen „Lefty“ hatte er, weil er beim Würfelspiel die Würfel mit der linken Hand warf. Und den Spitznamen „Two guns“ bekam er, weil er bei Mordaufträgen gern zwei Waffen bei sich führte.
In den 1970ern entwickelte sich bei Lefty das Problem der Spielsucht. Er verzockte viel Geld bei Pferdewetten.
1977 schuldete er Marangello 160.000 USD. Die Bonanno-Familie forderte Ruggiero auf, die Schulden zu begleichen. Andernfalls könne er nicht zum Vollmitglied der Mafia (sogen. Made Man) gemacht werden.
Nachdem er gezahlt hatte, wurde er als Vollmitglied akzeptiert.

### Verurteilung und Tod
1981 beschloss das FBI, die Undercoveraktion Pistones zu beenden, da es um sein Leben fürchtete. FBI-Agenten ließen Pistone untertauchen und teilten den Gangstern Ruggiero und Napolitano dessen wahre Identität mit. Als die Bonanno-Familie davon erfuhr, wurden die Männer, die Brasco in die Organisation gebracht hatten, sofort aufgesucht. Mirra und Napolitano wurden ermordet und Ruggiero wurde ebenfalls für schuldig befunden. Ihm wurde befohlen, zu einem Meeting in den Marangello's Social Club zu kommen. Am 30. August 1981 nahm das FBI Ruggiero in Schutzhaft, als dieser gerade zum Meeting gehen wollte. Das FBI wollte Ruggiero dazu bewegen, gegen die Bande auszusagen, aber er weigerte sich. Die Mafia soll ihm dann einen „pass“ – eine Begnadigung – gegeben haben. Ruggiero wurde wegen zahlreicher Delikte (Mord, Drogenhandel, Schutzgelderpressung, Planung eines Banküberfalls und illegalem Glücksspiel) zu 20 Jahren Haft verurteilt. Im April 1993 wurde er nach 11 Jahren Haft vorzeitig entlassen, da er schwer an Hoden- und Lungenkrebs erkrankt war. Er starb an Lungenkrebs am 24. November 1994.

## Darstellung in der Kunst
Ruggiero wurde von Al Pacino in dem Spielfilm Donnie Brasco verkörpert.